# AC 벨린초나
AC 벨린초나(AC Bellinzona)는 스위스 벨린초나의 축구 클럽으로, 현재 스위스 챌린지리그 소속으로 활동하고 있다.

## 주요 경력
- 스위스 슈퍼리그: 우승 1회 (1948)
- 스위스컵: 준우승 3회 (1962, 1969, 2008)

## 선수 명단

### 현역
참고: FIFA 자격 규정에 따라 소속된 국가대표팀 국기를 표시합니다. 선수는 복수의 FIFA 비회원국 국적을 가지고 있을 수 있습니다.
| 번호 | 포지션 | 국적                  | 이름            |
| ---- | ------ | --------------------- | --------------- |
| 1    | GK     | 보스니아 헤르체고비나 | 세리프 베르비치 |
| 14   | DF     | 쿠바                  | 파비안 글루어   |
| 25   | MF     | 나이지리아            | 친웬두 은카마   |

| 번호 | 포지션 | 국적   | 이름          |
| ---- | ------ | ------ | ------------- |
| 66   | MF     | 앙골라 | 에르베 마톤도 |

## 역대 감독
| 감독                  | 임기        |
| --------------------- | ----------- |
| 블라디미르 페트코비치 | 1997 ~ 1998 |
| 블라디미르 페트코비치 | 2005 ~ 2008 |